# Маяхи (департамент)
Маяхи (фр. Mayahi) — департамент в регионе Маради в Нигере.

## География
Департамент расположен на юге страны. На западе граничит с департаментом Дакоро, на юго-западе — с департаментом Гидан-Румджи, на юге — с департаментом Агиэ, на востоке — с департаментом Тесава. Также граничит с регионом Зиндер на северо-востоке.
Департамент состоит из городской коммуны Маяхи и сельских коммун Аттантане, Эль-Алласане-Мэрейрей, Гидан-Амумун, Иссаване, Канан-Бакаче, Саркин-Хауса и Чаке. Административный центр — город Маяхи.

## История
После того, как Нигер получил независимость в 1960 году, его территория была разделена на 32 района. Одним из них был район Маяхи. В 1964 году в стране прошла административная реформа, вследствие которой Нигер был разделён на 7 департаментов и 32 арондисмана. В ходе этого район Маяхи был преобразован в арондисман Маяхи.
В 1998 году все арондисманы Нигера были преобразованы в департаменты, каждый из которых возглавил префект, назначенный Советом министров, и арондисман Маяхи стал департаментом Маяхи в составе региона Маради. До 2002 года департамент состоял из города Маяхи и кантонов Маяхи и Канембакаче, а впоследствии был поделён на 1 городскую и 7 сельских коммун.

## Население
Согласно переписи 2001 года, население департамента составляло 392 254 человека. В 2012 году оно составило 557 186 человек.

## Власть
Главой департамента является префект, который назначается Советом министров по указу министра внутренних дел.
| Период                           | Имя              |
| -------------------------------- | ---------------- |
| …                                |                  |
| 1 апреля 2009 – 15 апреля 2010   | Саного Мункайла  |
| 15 апреля 2010 — 3 июня 2011     | Абду Усман       |
| 3 июня 2011 — 4 декабря 2013     | Мозамаду Мохамед |
| 4 декабря 2013 — 27 октября 2017 | Мусса Дан Танин  |
| 27 октября 2017 — 8 ноября 2021  | Тиджани Букари   |
| с 8 ноября 2021                  | Абду Мантау      |